# Apistobranchus tullbergi
Apistobranchus tullbergi é uma espécie de anelídeo pertencente à família Apistobranchidae.
A autoridade científica da espécie é Théel, tendo sido descrita no ano de 1879.
Trata-se de uma espécie presente no território português, incluindo a sua zona económica exclusiva.